# Felsuma obrovská
Felsuma obrovská (Phelsuma gigas) je vyhynulý druh ještěra z čeledi gekonovitých.

## Popis a výskyt
Šlo o největšího zástupce rodu Phelsuma, tedy denních gekonů. Dosahovala délky 40 cm, a byla tak jedním z největších druhů gekonů. Felsuma obrovská žila na ostrově Rodrigues v Indickém oceánů.

## Vyhynutí
Příčiny vyhynutí této velké felsumy jsou podobné jako u dronta žijícího na sousedním Mauriciu. Na ostrov Rodrigues byli zavlečeni savci: kočky, krysy apod., kteří měli na svědomí vyhubení endemitních druhů. Naposledy byla spatřena v roce 1842 na ostrůvku Ile aux Fregates, který leží u jihozápadního pobřeží Mauricia.